# 平成関東大震災-いつか来るとは知っていたが今日来るとは思わなかった-
『平成関東大震災 -いつか来るとは知っていたが今日くるとは思わなかった-』（へいせいかんとうだいしんさい いつかくるとはしっていたがきょうくるとはおもわなかった）は、福井晴敏による日本の小説。
『週刊現代』2006年9月16日号から11月4日号で連載され、2007年に講談社より新書版が発売された。

## 内容
ある日の営業を終えたサラリーマンの西谷久太郎を突如襲った大地震。震源は東京湾北部、マグニチュード7.3。都庁のエレベーターに閉じ込められ、ようやく脱出した西谷が目にしたのは、変わり果てた首都・東京の姿だった…。

## 登場人物
西谷 久太郎（にしたに ひさたろう）
この話の主人公といえる人物。妻子を持つごく普通の会社員で、本人曰く営業の人。デスクマットの販売に都庁を訪れた際、エレベーターの中で被災する。
甲斐 節男（かい せつお）
西谷と同じくエレベーターで被災した青年。都庁の職員ではなく「カイ・イメージ・クリエイツ」という会社の人間。眼鏡着用。西谷のことを「サイヤクさん」と呼ぶ。震災に対する知識を人一倍身につけており、西谷が自宅へ帰る道中は彼がしきりに解説、助言をする。
薫子（かおるこ）
西谷の妻。自宅で天ぷらを揚げているときに被災。
來未（くみ）
西谷の娘。高校2年生。塾に行く途中の地下鉄の中で被災。
邦彦（くにひこ）
西谷の息子。小学5年生。友達の家の高層マンションで遊んでいた際に被災。

## 書籍情報
- 新書版：2007年8月25日発売[1]、講談社、ISBN 978-4-06-214246-5
- 文庫本：2010年9月15日 発売[2]、講談社、ISBN 978-4-06-276773-6